# Чемпіонат світу з футболу 1998 (кваліфікаційний раунд, плей-оф АФК — ОФК)
Формат відбору на чемпіонат світу з футболу 1998 передбачав, що 
переможець відбіркового турніру зони ОФК (збірна Австралії) і команда, що посіла четверте місце у відборі в зоні АФК (Іран), проводили між собою дві гри у форматі плей-оф. Переможець цього протистояння виходив до фінальної частини чемпіонату світу.
Ігри проходили 22 і 29 листопада 1997 у Тегерані та Мельбурні відповідно. Завдяки правилу виїзного гола переможцями плей-оф стали іранці.

## Шлях до плей-оф
| Команда           | І | В | Н | П | Г+ | Г- | РГ | О  |
| ----------------- | - | - | - | - | -- | -- | -- | -- |
| Саудівська Аравія | 8 | 4 | 2 | 2 | 8  | 6  | 2  | 14 |
| Іран              | 8 | 3 | 3 | 2 | 13 | 8  | 5  | 12 |
| КНР               | 8 | 3 | 2 | 3 | 11 | 14 | −3 | 11 |
| Катар             | 8 | 3 | 1 | 4 | 7  | 10 | −3 | 10 |
| Кувейт            | 8 | 2 | 2 | 4 | 7  | 8  | −1 | 8  |

| Команда            | І | В | Н | П | Г+ | Г- | РГ  | О  |
| ------------------ | - | - | - | - | -- | -- | --- | -- |
| Австралія          | 4 | 4 | 0 | 0 | 26 | 2  | 24  | 12 |
| Соломонові Острови | 4 | 1 | 1 | 2 | 7  | 21 | −14 | 4  |
| Таїті              | 4 | 0 | 1 | 3 | 2  | 12 | −10 | 1  |

## Матчі плей-оф

### Перша гра
Перед приїздом до Тегерану наставник австралійців Террі Венейблз дозволив собі негативні коментарі щодо Ірану, зазначивши небезпечність подорожі до цієї країни.
Гра у Тегерані, що відбулася 22 листопада 1997 року, викликала неабиякий глядацький інтерес і зібрала 128 тисяч глядачів на розрахованому на той час на 100 тисяч відвідувачів стадіоні Азаді. Команди обмінялися голами у першій половині зустрічі, яка так і завершилася із рахунком 1:1.
| 22 листопада 1997 21:10 Перша гра |

| Іран      | 1–1      | Австралія  |
| --------- | -------- | ---------- |
| Азізі 39' | Протокол | К'юелл 19' |

| Азаді Глядачів: 128,000 Арбітр: П'єрлуїджі Пайретто (Italy) |

| Іран | Австралія |

| ВР               | 1  | Ахмад Реза Абедзаде (к) |     |     |
| ЗХ               | 2  | Мегді Магдавікія        |     |     |
| ЗХ               | 4  | Мохаммад Хакпур         | 40' |     |
| ЗХ               | 16 | Реза Шахруді            |     |     |
| ЗХ               | 5  | Афшин Пейровані         |     |     |
| ПЗ               | 7  | Алі Реза Мансурян       |     | 65' |
| ПЗ               | 9  | Хамід Естілі            |     |     |
| ПЗ               | 20 | Мегді Пашазаде          |     | 75' |
| ПЗ               | 23 | Наїм Саадаві            |     |     |
| НП               | 11 | Ходадад Азізі           |     |     |
| НП               | 10 | Алі Даеї                |     |     |
| Заміни:          |    |                         |     |     |
| ВР               | 22 | Німа Накіса             |     |     |
| ЗХ               | 15 | Алі Акбар Остад-Асаді   |     |     |
| ПЗ               | 8  | Маджід Намджо-Мотлаг    |     |     |
| ПЗ               | 25 | Мердад Мінаванд         |     |     |
| ЗХ               | 24 | Джавад Зарінче          |     |     |
| НП               | 19 | Фархад Маджіді          |     | 75' |
| ПЗ               | 18 | Ебрагім Тагамі          |     | 65' |
| Головний тренер: |    |                         |     |     |
| Валдейр Вієйра   |    |                         |     |     |

| ВР               | 1  | Марк Боснич     |     |     |
| ЗХ               | 4  | Стів Горват     |     |     |
| ЗХ               | 2  | Крейг Мур       |     |     |
| ЗХ               | 5  | Алекс Тобін (к) | 50' |     |
| ПЗ               | 7  | Роббі Слейтер   |     | 58' |
| ПЗ               | 6  | Нед Зелич       |     |     |
| ПЗ               | 8  | Крейг Фостер    |     |     |
| ПЗ               | 10 | Ауреліо Відмар  | 20' | 58' |
| ПЗ               | 3  | Тоні Відмар     |     |     |
| НП               | 9  | Марк Відука     |     |     |
| НП               | 11 | Гаррі К'юелл    | 40' | 88' |
| Заміни:          |    |                 |     |     |
| ВР               | 22 | Желько Калац    |     |     |
|                  | 12 | Мілан Іванович  |     |     |
|                  | 13 | Стен Лазарідіс  |     | 58' |
|                  | 14 | Ернест Тапаї    | 85' | 58' |
|                  | 15 | Йосип Скоко     |     |     |
|                  | 16 | Грем Арнольд    |     | 88' |
|                  | 17 | Джон Алоїзі     |     |     |
| Головний тренер: |    |                 |     |     |
| Террі Венейблз   |    |                 |     |     |

### Друга гра
Друга гра, що проходила 29 листопада 1997 року на Мельбурн Крикет Граунд, зібрала 85,022 глядачів. Господарі поля відкрили рахунок у першому таймі і подвоїли свою перевагу невдовзі після перерви. За такого розвитку подій австралійці, які продовжували домінувати на полі, виглядали беззаперечними фаворитами протистояння до 70-х хвилин гри, коли їх суперникам вдалося забити лва швидкі голи. За рахунку 2:2, який втримався до завершення матчу, команда Ірану вийшла до фінальної частини чемпіонату світу завдяки правилу виїзного гола.
Таким чином збірна Австралії, не зазнавши жодної поразки по ходу відбіркового турніру, так і не кваліфікувалася до участі у чемпіонаті світу, до того ж втративши омріяний квиток до його фінальної частини на останніх 15 хвилинах домашньої гри. Гра увійшла до історії австралійського футболу як один із найдраматичніших епізодів.
| 29 листопада 1997 20:15 Друга гра |

| Австралія             | 2–2      | Іран                 |
| --------------------- | -------- | -------------------- |
| К'юелл 32' Відмар 48' | Протокол | Багері 75' Азізі 79' |

| Мельбурн Крикет Граунд, Мельбурн Глядачів: 85,022 Арбітр: Шандор Пуль (Угорщина) |

| Австралія | Іран |

| ВР               | 1  | Марк Боснич     |     |
| ЗХ               | 4  | Стів Горват     |     |
| ЗХ               | 2  | Крейг Мур       | 78' |
| ЗХ               | 5  | Алекс Тобін (к) |     |
| ЗХ               | 3  | Стен Лазарідіс  |     |
| ПЗ               | 7  | Роббі Слейтер   | 76' |
| ПЗ               | 6  | Нед Зелич       |     |
| ПЗ               | 8  | Крейг Фостер    |     |
| ПЗ               | 10 | Ауреліо Відмар  | 76' |
| НП               | 11 | Гаррі К'юелл    | 72' |
| НП               | 9  | Марк Відука     |     |
| Заміни:          |    |                 |     |
| ВР               | 22 | Желько Калац    |     |
|                  | 12 | Мілан Іванович  |     |
|                  | 19 | Тоні Відмар     | 76' |
|                  | 14 | Ернест Тапаї    | 76' |
|                  | 15 | Йосип Скоко     |     |
|                  | 16 | Грем Арнольд    | 78' |
|                  | 17 | Джон Алоїзі     |     |
| Головний тренер: |    |                 |     |
| Террі Венейблз   |    |                 |     |

| ВР               | 1  | Ахмад Реза Абедзаде (к) |         |
| ЗХ               | 4  | Мохаммад Хакпур         | 29'     |
| ЗХ               | 5  | Афшин Пейровані         |         |
| ЗХ               | 20 | Мегді Пашазаде          |         |
| ПЗ               | 23 | Наїм Саадаві            | 70'     |
| ПЗ               | 2  | Мегді Магдавікія        | 61'     |
| ПЗ               | 6  | Карім Багері            | 75'v    |
| ПЗ               | 16 | Реза Шахруді            | 52'     |
| ПЗ               | 9  | Хамід Естілі            |         |
| НП               | 11 | Ходадад Азізі           |         |
| НП               | 10 | Алі Даеї                |         |
| Заміни:          |    |                         |         |
| ВР               | 22 | Німа Накіса             |         |
|                  | 15 | Алі Акбар Остад-Асаді   | 84'     |
|                  | 8  | Маджід Намджо-Мотлаг    |         |
|                  | 25 | Мердад Мінаванд         |         |
|                  | 24 | Джавад Зарінче          |         |
|                  | 7  | Алі Реза Мансурян       | 52'     |
|                  | 18 | Ебрагім Тагамі          | 70' 84' |
| Головний тренер: |    |                         |         |
| Валдейр Вієйра   |    |                         |         |